# 홍경아
홍경아(1993년 9월 9일 ~ )는 대한민국의 뮤지컬 배우, 가수이다. 2019년 뮤지컬 '우리들의 사랑'으로 데뷔했다.

## 방송
- 캐스팅 콜 (2018) - Top40

## 공연
- 우리들의 사랑 (2019~2020) - 초희 역
- 그레이트 코멧 (2021)
- 2022 디즈니 인 콘서트 - 서울 (2022)
- 김문정 콘서트 ONLY (2022)
- 용의자 X의 헌신 (2022~2023) - 앙상블

## 음반
- 그리움을 그리다 (뮤지컬 우리들의 사랑 OST) (2019)

## 수상
- 한국뮤지컬어워즈 앙상블상 (그레이트 코멧) (2022)